# 石井宏子 (評論家)
石井 宏子（いしい ひろこ）は、日本の観光業評論家。

## 人物
温泉ビューティ研究家として、温泉でキレイと健康を探求。
「温泉は地球がくれた“天然のビューティツール”」という独自の視点で「温泉ビューティ」を唱えている。雑誌、テレビなどメディア出演や執筆のほか、丸の内朝大学、立教大学、都内イベントや温泉地等で、温泉、旅、地域活性など幅広いテーマで講演。また本人によるブログ「温泉セラピー」で温泉地を旅する日々を紹介している。
厚生労働省認定温泉入浴指導員、気候療法士（ドイツにて取得）、経済産業省・観光地経営専門家、観光庁・観光圏整備事業検討委員、丸の内朝大学・旅学部講師、温泉トラベルデザイン研究所 代表。

## 経歴
外資系化粧品会社や海外ブランドのマーケティング・広報。宣伝に携わる。独自の研究に基づく解説を温泉ビューティ解説と称している。ドイツにて日本人初の「気候療法士（Klimatherapeuten）の研修課程を修了。

## 出演番組

### テレビ
- 2008年2月20日 日本テレビ 「おもいッきりイイ!!テレビ」 「本当ですか？先生」生出演
- 2008年5月25日 テレビ東京「ソロモン流」に出演
- 2009年1月～3月19日 ミヤギテレビ「OH!バンデス」“美の源泉”に出演
- 2009年3月12日 KTS鹿児島テレビ「ナマ・イキVOICE」出演
- 2009年4月3日 テレビ東京「ものスタMOVE」出演 温泉ビューティがおススメする日帰り温泉in箱根 癒して、ほぐして、キレイになる
- 2009年6月7日 テレビ東京 日曜ビッグバラエティ 「どうしても入りたい!日本の秘湯ベスト10」「どうしても行きたい!日本の温泉ベスト10」を企画監修
- 2009年7月 旅チャンネル『元気がもらえる!5ッ星源泉宿』
- 2009年10月 旅チャンネル『石井宏子の温泉ビューティ紀行』
- 2009年11月 フジテレビ『スパイスTV どーも☆キニナル!』出演
- 2010年4月6日 NHK『あさイチ』出演

### ラジオ
- 2009年11月29日 J-WAVE「ASIENCE SPIRIT OF ASIA」出演
- 2010年11月25日～28日 TOKYO FM「クロノス」出演

## インターネット
- Fe-MAIL 連載「温泉美容日記」
- 2009年10月14日 「All About for F」心身ともにきれいになる“ウワサ”の美麗温泉
- 2009年11月10日 「Yahoo! Beauty」 冬こそ本気のお風呂ダイエット
- 2009年11月30日 「ELLE ONLINE」スペシャルインタビュー
- 2010年6月24日 「ELLE ONLINE」スターブログ連載スタート 「石井宏子のゆるっと温泉でパワーチャージ」

## 著書
- 「温泉ビューティ 《温泉美容力の活用法》」 （2007年12月 グリーンキャット）
- 「だから行きたくなる温泉セラピーの宿50」 （2009年6月26日 集英社）
- 「癒されてきれいになる おひとりさま温泉」（2009年10月 朝日新聞出版）
- 「地球のチカラをチャージ！海温泉 山温泉 花温泉」（2010年5月27日 マガジンハウス）

## 雑誌
- 2006年6月7日 - 連載『VERY』温泉ビューティが行く（光文社）
- 2009年3月23日『VoCE』（講談社）
- 2009年5月28日『ELLE JAPON 週末は旅でリフレッシュ』（アシェット婦人画報社）
- 2009年12月1日『eclat』1月号 「2010年ご利益・温泉の旅」（集英社）
- 2009年12月26日『婦人画報』2月号 転地療法ダイエット（アシェット婦人画報社）
- 2009年12月26日『家庭画報』2月号「永久保存版 日本情緒に浸る『温泉宿100選』」
- 2010年1月28日『MISS』3月号（世界文化社）
- 2010年3月27日『VOGUE』5月号（コンデナスト・ジャパン）
- 2010年9月17日 - 連載中『美STORY』アンナX宏子の「旅スパ」美作法

## 論文
- 国立情報学研究所収録論文 国立情報学研究所